# Kevin Pezzoni
Kevin Pezzoni est un footballeur allemand né le 22 mars 1989 à Francfort. Il a été formé à l'Eintracht Francfort et aux Blackburn Rovers en Angleterre.

## Biographie
Le 1er septembre 2012, il obtient la rupture de son contrat avec le FC Cologne à la suite de menaces dont il fait l'objet.

## Carrière
- 1999-2001 :  SV Darmstadt 98 (jeunes)
- 2001-2003 :  Eintracht Francfort (jeunes)
- 2003-2008 :  Blackburn Rovers FC (jeunes)
- 2008-2012  :  FC Cologne
- Depuis déc. 2012 :  FC Erzgebirge Aue[3]